# Justyna Olko
Justyna Agnieszka Olko (ur. 18 czerwca 1976) – polska historyczka i etnolożka, profesorka nauk humanistycznych, nauczycielka akademicka Uniwersytetu Warszawskiego, dyrektorka Centrum Zaangażowanych Badań nad Ciągłością Kulturową na Wydziale „Artes Liberales”.

## Życiorys
Uczęszczała do II Liceum Ogólnokształcącego w Krakowie. Absolwentka Międzywydziałowych Indywidualnych Studiów Humanistycznych na UW, stopień doktora summa cum laude uzyskała w 2005 na Wydziale Historycznym UW za rozprawę na temat atrybutów i ikonografii władzy elit azteckich przed i po konkwiście Meksyku, a stopień doktora habilitowanego z etnologii w 2016, na Wydziale Historycznym UAM w Poznaniu na podstawie pracy Świat Nahua: pogranicze tradycji indiańskiej i europejskiej, a tytuł profesora nauk humanistycznych w 2021.
Specjalizuje się w etnohistorii, antropologii i socjolingwistyce Mezoameryki przedhiszpańskiej i kolonialnej, ze szczególnym uwzględnieniem kultury i języka Nahua, oraz w szeroko rozumianej problematyce socjolingwistyki mniejszościowej, przekazu międzykulturowego i kontaktu językowo-kulturowego, a także akulturacji i traumatyzacji grup rdzennych i mniejszościowych. Wspiera rewitalizację języka nahuatl w Meksyku i języków mniejszościowych w Polsce. Współpracuje z badaczami i aktywistami zaangażowanymi w rewitalizację zagrożonych wymarciem języków mniejszości etnicznych. W 2013 razem z zespołem zainicjowała serie wydawnicze Totlahtol i Ynzer śpröh (“Nasza mowa”), mające na celu rewitalizację nahuatl i wilamowskiego oraz promowanie kultury literackiej w tych językach. Aktualnie prowadzi badania nad wpływem dyskryminacji etnicznej i traumy historycznej na zdrowie i dobrostan grup rdzennych, mniejszości etnicznych i migrantów w Polsce, Meksyku i Salwadorze oraz nad znaczeniem języków rdzennych jako czynników ochronnych dla tych grup.
Autorka kilku książek, współredaktorka publikacji Integral Strategies for Language Revitalization (2016) oraz Revitalizing Endangered Languages: A Practical Guide (Cambridge University Press, 2020).
Laureatka nagrody Falling Walls 2020 w obszarze nauk humanistycznych i społecznych za „burzenie murów między akademią i lokalnymi społecznościami na rzecz różnorodności językowej”
Uzyskane stypendia:
- Krajowego Funduszu na rzecz Dzieci (okres szkolny)[3]
- Dumbarton Oaks (Uniwersytet Harvarda, 2001, 2008)
- John Carter Brown Library (Uniwersytet Browna, 2010)
- Uniwersytet Yale (2015, 2016)

- University of Utah (2018, 2019)

a także granty na realizację projektów zespołowych:
- Starting Grant European Research Council na projekt Europe and America in Contact. A Multidisciplinary Study of Cross-Cultural Transfer in the New World across Time, 2012
- European Research Council Consolidator Grant na realizację projektu Multilingual worlds – neglected histories. Uncovering their emergence, continuity and loss in past and present societies, 2020[8]
- grant Komisji Europejskiej w Programie Twinning na projekt Engaged humanities (2016-2018)
- subsydia Fundacji na rzecz Nauki Polskiej (FNP) (Program Focus, 2010; Idee dla Polski, 2013; Focus Bis 2013); Program Team 2017-2022
- Narodowego Centrum Nauki (NCN) (2008, 2011, 2018)
- Ministerstwa Nauki i Szkolnictwa Wyższego w ramach Narodowego Programu Rozwoju Humanistyki (2012)

oraz Burger Fellowship Academia Europea (2013).

## Odznaczenia
Odznaczona Krzyżem Kawalerskim Orderu Odrodzenia Polski (2013).

## Publikacje
- Revitalizing Endangered Languages: A Practical Guide (Cambridge 2021)[9]
- Dialogue with Europe, Dialogue with the Past. Colonial Nahua and Quechua Elites in Their Own Words, University Press of Colorado 2018[10]

- From discouragement to self-empowerment. Insights from an ethnolinguistic vitality survey among the Kashubs in Poland, Plos One, 2020[11]
- Insignia of Rank in the Nahua World, University Press of Colorado, 2014
- Meksyk przed konkwistą. Warszawa: Państwowy Instytut Wydawniczy, 2010. ISBN 978-83-06-03237-6. (Nagroda Klio 2010)
- W krainie czerni i czerwieni. Kultury przedhiszpańskiej Mezoameryki (z Jarosławem Źrałką). Warszawa: Wydawnictwa Uniwersytetu Warszawskiego, 2008. ISBN 978-83-235-0586-0.
- Turquoise Diadems and Staffs of Office. Insignia of Power in Aztec and Early Colonial Mexico, University of Warsaw, 2005